# Robotnicy ’71: nic o nas bez nas
Robotnicy ’71: nic o nas bez nas – polski krótkometrażowy film dokumentalny z 1972 roku w reżyserii Krzysztofa Kieślowskiego i Tomasza Zygadły.
Celem twórców było stworzenie „portretu stanu umysłów robotników w roku 1971”, po falach strajków w grudniu 1970 oraz w styczniu i lutym 1971. Gotowy film spoczął na lata w archiwum bez prawa rozpowszechniania. Odniesieniem do jego tytułu jest tytuł filmu dokumentalnego Robotnicy ’80 w reżyserii Andrzeja Chodakowskiego i Andrzeja Zajączkowskiego (1980).